# Marie Magdelaine Mouron
Marie Magdelaine Mouron, también conocida como «Picard», «Saint-Michel» y «La Garenne» (en francés: La Conejera), fue una militar francesa del siglo XVII.
La historia de Marie Mouron la sitúa huyendo de su hogar en la Picardía en su juventud para acabar enlistada en el antiguo Regimiento Real Valón (contrapunto francés de la Guardia valona) hacia 1690. Tras un año y medio en Sisteron (Francia), donde estaba el acuartelamiento del Regimiento, el resto de soldados exige su expulsión.
Poco después volverá a alistarse, pero esta vez usando el seudónimo «Saint-Michel» y en el antiguo Regimiento de Marsan, conocido entonces como Regimiento de Vaubecourt, como dragón. Poco después de enlistarse, Mouron conocería la guerra de primera mano con el envío del regimiento a España en el contexto de la Guerra de los Nueve Años, en la que el regimiento tomará parte en el asedio y toma de Rosas (España) bajo el mando de Anne-Jules de Noailles.
Tras la toma de Rosas y en el regreso al cuartel avanzado de Colliure (Francia), tiene un duelo con otro soldado y acaba con una herida por sable tras lo que se descubrirá su sexo biológico. El Duque de Noailles es informado y ordena a la esposa de su oficial de artillería que la ponga bajo su protección y la eduque en Perpignan, de donde Marie Magdelaine se escapara a Saint-Omer.
En marzo de 1696, se unió al Regimiento de infantería de Biez, recién creado a finales de 1695 por Antoine Oudart, marqués de Bièz de Savignies, en esta ocasión con el seudónimo de «La Garenne». El 1 de mayo de 1696 desertó de este regimiento, que se estaba integrando en el Ejército de Flandes francés tras el Tratado de Rijswijk, y partió hacia Aire después de esconder su uniforme. Mientras intentaba alistarse en el regimiento de Sanzay de Lancelot de Turpin de Crissé, conde de Sanzay, fue detenida tras el descubrimiento de sus genitales por el teniente coronel La Buissière y acusada de deserción cuando identificó elementos de su antiguo uniforme. Su juicio se celebró en Saint-Omer.
Su juicio demostró un vacío legal en el derecho militar francés, pues las penas a imponer, en el caso de la deserción era la ejecución, indicaban expresamente los castigos a soldados hombres, por lo que el oficial Rochepierre dejó constancia de sus dudas sobre cómo proceder. Finalmente se le impuso la pena de prisión, al igual que otros muchos contemporáneos suyos desertores en la época final del Gran Siglo.